# San Colombano Belmonte
San Colombano Belmonte (piemonti nyelven San Colomban) egy 361 lelkes település Olaszországban, Torino megyében. 

## Elhelyezkedése

San Colombano Belmonte község Torino megye térképén

A vele határos települések: Canischio, Cuorgnè és Prascorsano.

## Látványosságok
- San Colombano templom, amelyet bobbiói szerzetesek alapítottak

## Fordítás
- Ez a szócikk részben vagy egészben  a   San Colombano Belmonte című olasz Wikipédia-szócikk fordításán alapul.  Az eredeti cikk szerkesztőit annak laptörténete sorolja fel. Ez a jelzés csupán a megfogalmazás eredetét és a szerzői jogokat jelzi, nem szolgál a cikkben szereplő információk forrásmegjelöléseként.